# NGC 6658
NGC 6658 é uma galáxia espiral (S0-a) localizada na direcção da constelação de Hercules. Possui uma declinação de +22° 53' 17" e uma ascensão recta de 18 horas, 33 minutos e 55,7 segundos.
A galáxia NGC 6658 foi descoberta em 6 de Junho de 1864 por Albert Marth.